# 김효영 (1923년)
김효영(金孝栄, 1923년 5월 2일~2006년 3월 25일)은 대한민국의 정치인이다. 제9·10·12·14대 국회의원을 역임했다.
1923년 5월 2일에 태어났다. 제5대 국회의원 선거를 앞두고 삼척군 선거구에 무소속으로 출마했으나 18.92%의 득표율로 4위로 낙선했다. 낙선 이후 관선 충청북도지사, 경상남도지사를 지냈다.

## 역대 선거 결과
|  | 18.92% |

|  | 45.25% |

|  | 33.54% |

|  | 21.10% |

|  | 16.40% |

|  | 46.28% |